# Fratres Arvales

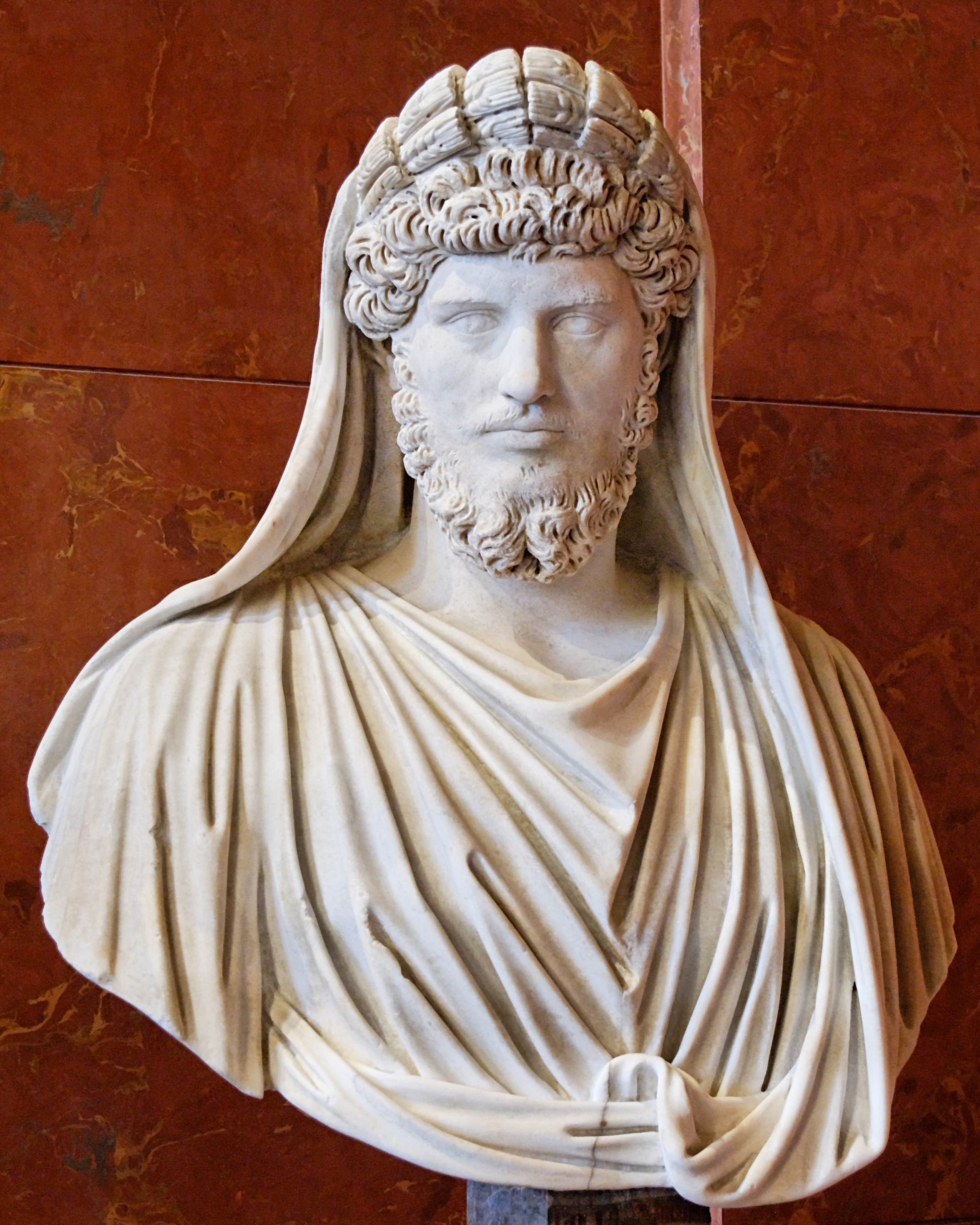
Lucius Verus als Frater Arvalis (?) Kruin en borststuk zijn moderne aanvullingen. Louvre.

De fratres Arvales, Arvales fratres of akkerpriesters (aruum of arvum (Latijn): geploegd land) was volgens de Romeinse traditie een groep van twaalf priesters, die te Rome functioneerden vanaf de periode van Numa Pompilius tot de opheffing van dit priestercollege in 400. Elk jaar zongen ze in mei het Carmen Arvale, mogelijk nadat ze in de tempel van de vruchtbaarheidsgodin Dea Dia geofferd hadden. De naam fratres ("broeders") duidt de nauwe band tussen de priesters aan. Verscheidene Romeinse keizers zoals Marcus Aurelius, Lucius Verus en Elagabalus waren lid van de Fratres Arvales. Onze kennis van dit priestercollege berust op de acta Fratrum Arvalium (besluitenlijst), die in steen werden gehouwen en te Rome zijn opgegraven, inscripties en schaarse vermeldingen door klassieke schrijvers. Cicero en Livius noemen de akkerbroeders niet, voor zover bekend.

## Geschiedenis
Een sage verbindt het ontstaan van dit priestercollege met Romulus. Toen namelijk diens pleegmoeder Acca Larentia een van haar twaalf zonen verloren had, trad Romulus in diens plaats op en alle twaalf offerden zij eenmaal in het jaar voor het gedijen der veldvruchten. De instellingen van de fratres Arvales hebben zich zeer lang onveranderd in stand gehouden, daar hun college steeds uit patriciërs, die aan het oude vasthielden werd aangevuld. Zij bleven voortbestaan, tot ze uiteindelijk door het christendom verdrongen werden. Het collegium was in de tijd van Augustus al lang in vergetelheid geraakt, totdat deze het in 21 v.Chr. deed heropleven in het kader van de "augusteïsche restauratiepolitiek", waarbij hijzelf en later andere leden van de keizerlijke families lid werden van dit collegium. In het jaar 400 werd het priestercollege opgeheven. Opgravingen sinds de 16e eeuw in het heilige bos van Dea Dia (zie onder) brachten 96 in marmer gebeitelde inscripties aan het licht van de acta Fratrum Arvalium uit de jaren 14 tot 241.
De onderscheidingstekenen van de fratres Arvales waren een krans van korenaren en een witte wollen hoofdband.

## Organisatie en taak
De Akkerbroeders bekleedden hun ambt levenslang en hun college werd door coöptatio aangevuldː bij de dood van een der leden kozen uitsluitend de overblijvenden een opvolger in zijn plaats. Aan hun hoofd stond een voorzitter, een magister ("meester"), bijgestaan door een comagister, flamen en praetor. Naast de acht overige leden waren er vier koorknapen, zoons van senatoren van wie beide ouders nog in leven waren. De voornaamste taak was om op drie achtereenvolgende dagen in de tweede helft van de maand Mei (tezamen met de Ambarvalia) een groot offer te brengen aan Dea Dia, dat vooruit op plechtige wijze werd aangekondigd. Ze dansten en zongen tijdens de processies op deze dagen het Carmen Arvale in archaïsch Latijn, dat ze vermoedelijk zelf amper verstonden. Dit gebruik is overgeleverd in een tekst uit 218, die teruggaat tot zeker de 5e eeuw v.Chr. Het was de magister die de drie dagen - op een ons onbekende wijze - aankondigde.
Deze Dea Dia was een godin van de akkers en velden, wier naam alleen in de acta Fratrum Arvalium voorkomt. Zij is te vergelijken met Ops. Niet ver van de stad, op de oorspronkelijke grens van Rome (het pomerium) lag een aan deze godin gewijd heilig bos. (Dit bos was op de rechteroever van de Tiber gelegen op de huidige Monte delle Piche aan de Via della Magliana, Municipio XV, de wijk die naar de priesters vernoemd is als Arvalia-Portuense.) Daar werd de tweede dag van haar feest doorgebracht. Bovendien moesten zij, wanneer er iets, hoe gering ook, in dit bos gebeurde, bijvoorbeeld als er een boom omviel, daar een zoenoffer brengen. Er mochten ook geen ijzeren voorwerpen het heiligdom worden binnengebracht zonder zoenoffer, een overblijfsel van een oud taboe (in het Latijn: religio, religiosus). Tijdens de keizertijd, moesten zij bij alle bijzondere gebeurtenissen die er in de keizerlijke familie voorvielen (huwelijk, geboorte, benoeming tot het consulaat, enzovoorts), gebeden tot de goden richten en hun geloften vernieuwen.